# Hành lang kinh tế Trung Quốc–Pakistan
Hành lang Kinh tế Trung Quốc–Pakistan (tiếng Anh: China–Pakistan Economic Corridor, CPEC) là một loạt các dự án cơ sở hạ tầng đang được xây dựng trên khắp Pakistan kể từ năm 2013, dưới sự đầu tư của Trung Quốc. Ban đầu được định mức vào khoảng 46 tỷ USD, giá trị của các dự án CPEC đã lên đến 62 tỷ USD năm 2017, và được coi là một phần cốt yếu của kế hoạch Một vành đai, Một con đường của lãnh đạo Trung Quốc Tập Cận Bình. CPEC được dự định sẽ nhanh chóng nâng cấp cơ sở hạ tầng thiết yếu cho Pakistan và đóng góp cho nền kinh tế nước này bằng việc xây dựng mạng lưới giao thông hiện đại, nhiều dự án năng lượng và đặc khu kinh tế. Ngày 13 tháng 11 năm 2016, CPEC bắt đầu đi vào hoạt động một phần khi hàng hóa từ Trung Quốc được vận chuyển trên đất liền tới Cảng Gwadar để rồi được vận tải bằng đường biển đến châu Phi và Tây Á, trong khi một số dự án năng lượng bắt đầu vận hành vào cuối năm 2017.
Một mạng lưới xa lộ và đường ray trải dài khắp Pakistan cũng sẽ được xây dựng dưới sự đầu tư của CPEC. Hệ thống giao thông hiện đại xây dựng bởi CPEC sẽ kết nối các cảng biển ở Gwadar và Karachi với miền bắc Pakistan, cũng như với những nơi ở phía bắc miền tây Trung Quốc và Trung Á. Một đường cao tốc dài 1.100 km sẽ kết nối hai thành phố Karachi và Lahore, còn Xa lộ Karakoram từ Hasan Abdal đến biên giới Trung Quốc sẽ được tu sửa và nâng cấp. Đường ray Karachi–Peshawar cũng sẽ được nâng cấp để cho phép tàu di chuyển với vận tốc đến 160 km/h trước tháng 12 năm 2019. Mạng lưới đường ray của Pakistan cũng sẽ được mở rộng để kết nối với Đường ray Nam Tân Cương ở Kashgar.
Các dự án cơ sở hạ tầng năng lượng trị giá hơn 33 tỷ đô la Mỹ sẽ được xây dựng bởi các công ty tư nhân để giải quyết vấn đề thiếu hụt năng lượng của Pakistan. which regularly amount to over 4,500MW, Hơn 10.400 MW công suất sẽ được hòa lưới điện vào cuối 2018, phần lớn thuộc các dự án "Thu hoạch sớm" của CPEC. Một mạng lưới đường ống vận chuyển dầu và khí thiên nhiên hóa lỏng cũng sẽ được lắp đặt, bao gồm một đường ống trị giá 2,5 tỷ USD nối Gwadar và Nawabshah để vận chuyển khí từ Iran. Điện năng từ những dự án này chủ yếu được sản xuất từ nhiên liệu hóa thạch, cùng với một phần thủy điện và điện năng lượng mặt trời, bao gồm Công viên Điện mặt trời Quaid-e-Azam, một trong những trang trại điện mặt trời lớn nhất thế giới.
Tác động của Hành lang Kinh tế đã được so sánh với Kế hoạch Marshall thực hiện bởi Hoa Kỳ ở châu Âu sau Thế chiến thứ hai. Giới chức Pakistan dự tính rằng CPEC sẽ giúp tạo thành đến 2,3 triệu việc làm trong giai đoạn 2015–2030.
Hành lang Kinh tế này được cấp vốn chủ yếu từ những khoản vay đầu tư (chiếm 70%), các khoản vay ưu đãi (chiếm 28%), còn lại là khoản cho vay không lãi suất và tiền trợ cấp. Một số quốc gia, bao gồm Hoa Kỳ và Ấn Độ, chỉ trích dự án này và cho rằng nó là một "bẫy nợ". Tuy nhiên, chính phủ Pakistan tự tin về khả năng kiểm soát và chi trả những khoản nợ này, với những khoản đầu tư vào đường xá, hải cảng và nhà máy điện sẽ thúc đẩy phát triển kinh tế. Trong một bài phỏng vấn năm 2017, Ahsan Iqbal, Bộ trưởng Hoạch định Phát triển và Sáng kiến Đặc biệt Pakistan, nói: "Với tốc độ tăng trưởng 6 đến 7% một năm, Pakistan sẽ được lợi rất lớn".

## Lịch sử

### Hoàn cảnh
Kế hoạch cho một hành lang kinh tế trải dài từ biên giới Trung Quốc tới vùng biển Pakistan ở Biển Ả Rập bắt nguồn từ những năm 1950, và thúc đẩy việc xây dựng Xa lộ Karakoram bắt đầu năm 1959. Mối quan tâm của Trung Quốc tới vùng nước sâu ở Gwadar nhen nhóm lại năm 2002 khi Trung Quốc bắt đầu xây dựng ở cảng Gwadar, hoàn thành năm 2006. Việc mở rộng Cảng Gwadar sau đó dừng lại do bất ổn chính trị ở Pakistan sau khi Tổng thống Pervez Musharraf từ chức và xung đột sau đó giữa nhà nước Pakistan và phiến quân Taliban.
Read More About 
[url=https://www.outlookindia.com/outlook-spotlight/liv-pure-reviews-controversial-exposed-2023-shocking-pros-cons-side-effects-how-it-works-news-301357]Liv Pure[/url]
Năm 2013, Tổng thống Pakistan đương nhiệm Asif Ali Zardari và Thủ tướng Trung Quốc Lý Khắc Cường quyết định củng cố mối quan hệ song phương hai nước. Một bản thảo về việc hợp tác lâu dài với một hành lang kinh tế giữa chính phủ hai nước được ký bởi Từ Thiệu Sử và Shahid Amjad Chaudhry.
Tháng 2 năm 2014, Tổng thống Pakistan Mamnoon Hussain thăm Trung Quốc để thảo luận kế hoạch cho một hành lang kinh tế cho Pakistan. Hai tháng sau, Thủ tướng Pakistan Nawaz Sharif gặp Thủ tướng Lý Khắc Cường tại Trung Quốc để tiếp tục thảo luận, dẫn đến quy mô của toàn bộ dự án được đề ra dưới sự giám sát của ông. Tháng 11 năm 2014, chính phủ Trung Quốc thông báo về dự định tài trợ cho các công ty nước này, một phần trong dự án năm lượng và cơ sở hạ tầng trị giá 45,6 tỷ USD tại Pakistan.

### Thông báo CPEC
Trong chuyến thăm cấp nhà nước của lãnh đạo Trung Quốc Tập Cận Bình đến Pakistan tháng 4 năm 2015, ông viết trong một bài phát biểu mở đầu: "Đây sẽ là chuyến thăm Pakistan đầu tiên của tôi, nhưng tôi cảm thấy như đang đến nhà của em trai tôi vậy". Ngày 20 tháng 4 năm 2015, Pakistan và Trung Quốc ký một thỏa thuận để bắt đầu các dự án trị giá 46 tỷ USD, khoảng 20% GDP của Pakistan, với xấp xỉ khoảng 28 tỷ USD là các dự án "Thu hoạch sớm" dự kiến hoàn thành cuối năm 2018.

### Tiến trình sau đó
Ngày 12 tháng 8 năm 2015, ở thành phố Karamay, Trung Quốc và Pakistan ký 20 thỏa thuận trị giá 1,6 tỷ USD để mở rộng quy mô và chiều sâu của CPEC. Chi tiết về kế hoạch này không rõ ràng, nhưng được cho là tập trung chủ yếu vào gia tăng khả năng sản xuất điện. Một phần của thỏa thuận, Pakistan và Trung Quốc sẽ hợp tác trong lĩnh vực nghiên cứu không gian.
Tháng 9 và tháng 10 năm 2015, chính phủ Vương quốc Anh thông báo về hai khoản tài trợ riêng biệt cho Pakistan để xây dựng đường xá để phục vụ cho CPEC. Tháng 11 năm 2015, Trung Quốc đưa CPEC vào kế hoạch phát triển năm năm lần thứ 13 của nước này. Tháng 12 năm 2015, Trung Quốc và Pakistan đồng ý về khoản đầu tư 1,5 tỷ USD để thành lập một công viên công nghệ và thông tin. Ngày 8 tháng 4 năm 2016, trong chuyến thăm của Trương Xuân Hiền, công ty từ tỉnh Tân Cương cùng đối tác ở Pakistan ký thỏa thuận trị giá 2 tỷ USD phát triển cơ sở hạ tầng, năng lượng mặt trời và logistic.
Ngày 13 tháng 11 năm 2016, đoàn tàu đầu tiên từ Trung Quốc đến Gwadar, đánh dấu CPEC đi vào hoạt động. Ngày 2 tháng 12 năm 2016, tàu hàng đầu tiên, đi trên đường ray nối liền Trung Quốc và Pakistan, khởi hành từ Vân Nam. Một tàu chở hàng với 500 tấn hàng hóa rời Kunming để đến Quảng Châu nơi chúng được dỡ lên tàu và vận chuyển đến Karachi, đánh dấu sự bắt đầu của đường đi mới này. Đường ray mới cùng tuyến đường biển được cho là sẽ cắt giảm chi phí logistic, bao gồm vận tải, đi một nửa.
Tháng 11 năm 2016, Trung Quốc thông báo về việc tiếp tục đầu tư 8,5 tỷ USD vào Pakistan, bao gồm 4,5 tỷ cho việc nâng cấp đường ray xe lửa chính chạy từ Karachi đến Peshawar, và 4 tỷ dành cho một trạm đầu mối khí thiên nhiên hóa lỏng và đường ống truyền để giải quyết vấn nạn thiếu hụt năng lượng ở đây. Tháng 2 năm 2017, Đại sứ Ai Cập ở Pakistan bày tỏ quan tâm trong việc hợp tác CPEC. Tháng 1 năm 2017, Pervez Khattak, người đứng đầu Khyber Pakthunkhwha, nói rằng ông đã nhận được sự cam kết của công ty Trung Quốc về việc đầu tư đến 20 tỷ USD cho các dự án này. Tháng 3 năm 2017, một thỏa thuận được ký cho các dự án, bao gồm một nhà máy tinh chế dầu 1,5 tỷ USD, dự án tưới tiêu trị giá 2 tỷ USD, một cao tốc 2 tỷ USD giữa Chitral và DI Khan, và các dự án thủy điện trị giá 7 tỷ USD.
Đến tháng 9 năm 2017, các dự án với tổng giá trị hơn 14 tỷ USD đang được xây dựng. Tháng 3 năm 2018, Pakistan thông báo sau khi những dự án năng lượng hoàn thành, trong tương lai CPEC sẽ hướng về các dự án thủy điện.

## Dự án ở Cảng và Thành phố Gwadar

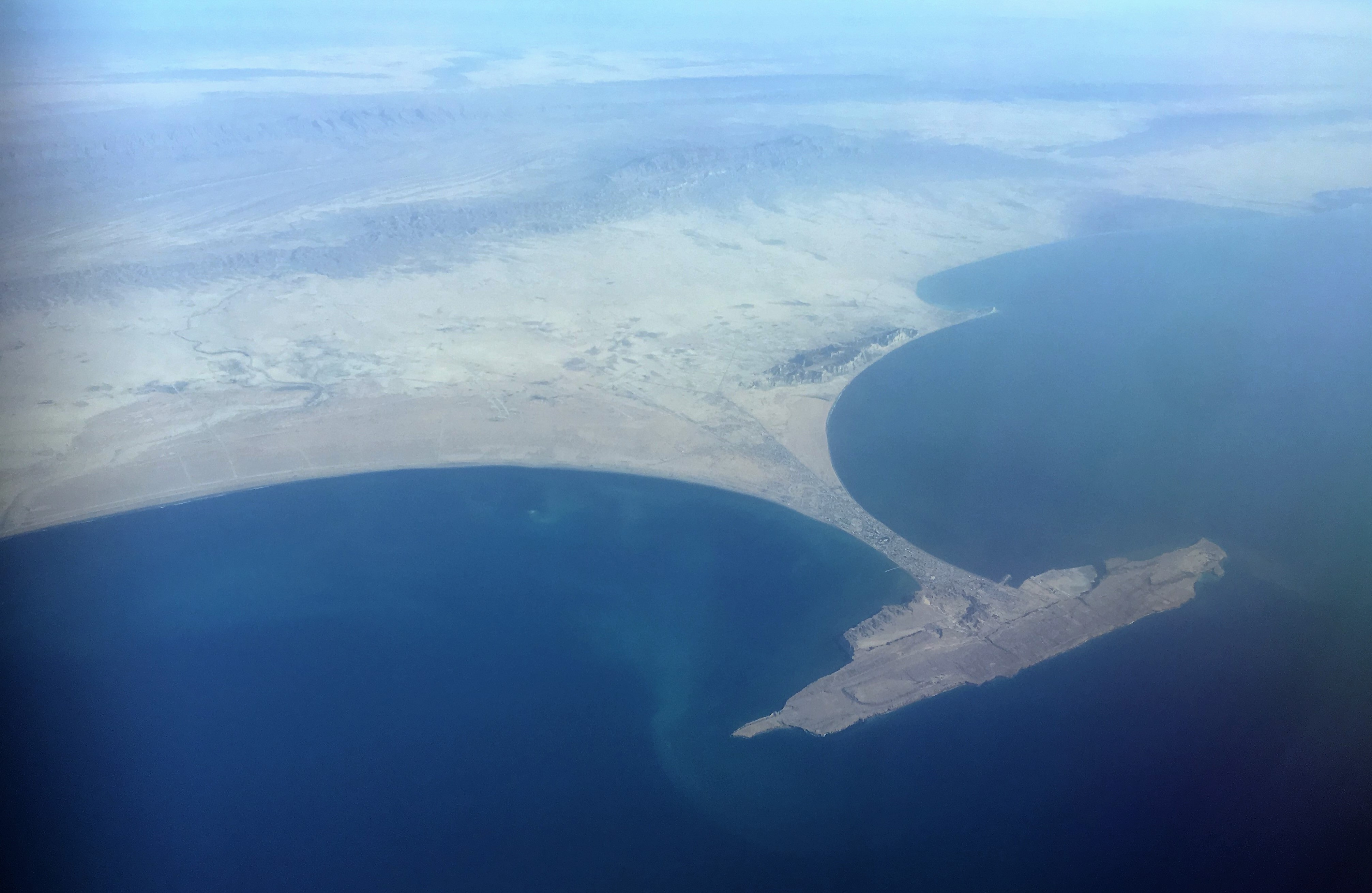
Cảnh quan doi đất Gwadar

Gwadar là một phần cốt yếu của dự án CPEC, do nó được coi là mắt xích giữa dự án Một vành đai, Một con đường và Con đường tơ lựu hàng hải thế kỷ 21 của Trung Quốc. Tổng cộng, các dự án trị giá hơn 1 tỷ USD dự kiến sẽ được tiến triển quanh cảng Gwadar tháng 12 năm 2017.

### Phức hợp Cảng Gwadar
Cơ sở hạ tầng ban đầu tại Cảng Gwadar bắt đầu năm 2002 và hoàn thành năm 2007. Theo thỏa thuận của CPEC, Cảng Gwadar sẽ được mở rộng và nâng cấp, cho phép tàu với trọng tải toàn phần 70.000 tấn được neo đậu. Kế hoạch cải thiện cũng bao gồm một đê chắn sóng quanh cảng với chi phí 130 triệu USD, và một cơ sở tinh chế khí thiên nhiên lỏng có thể xử lý 500 triệu feet khối (hơn 14 triệu mét khối) mỗi ngày và sẽ kết nối với đoạn Gwadar-Nawabshah của đường ống dẫn khí Iran–Pakistan.
Khu cảng mở rộng nằm trong khu vực thương mại tự do rộng hơn 9 km² tại Gwadar được mô phỏng theo Đặc khu kinh tế của Trung Quốc giống như Hồng Kông. Mảnh đất này được giao cho Tổng Công ty Cảng Nước ngoài Trung Quốc (COPHC) vào tháng 11 năm 2015 theo bản hợp đồng cho thuê dài 43 năm. Khu vực này bao gồm vùng sản xuất, trạm trung chuyển, và nhà kho. Doanh nghiệp đặt trong vùng này sẽ được miễn các thủ tục hải quan và các loại thuế địa phương và liên bang. Doanh nghiệp thành lập trong đặc khu kinh tế sẽ được miễn thuế thu nhập, thuế thương vụ, và thuế tiêu thụ đặc biệt của Pakistan trong vòng 23 năm. Các nhà thầu liên quan đến COPHC sẽ được miễn thuế trong 20 năm, đồng thời thuế của các mặt hàng nhập khẩu như thiết bị, nguyên vật liệu, đồ dùng cho việc xây duựng Cảng Gwadar và đặc khu kinh tế sẽ được giảm.
Đặc khu kinh tế sẽ được hoàn thành trong ba giai đoạn. Đến 2025, dự kiến các cơ sở sản xuất và chế biến sẽ được thi công, còn việc mở rộng đặc khu sẽ hoàn thành năm 2030. Ngày 10 tháng 4 năm 2016, Zhang Baozhong, chủ tịch của Tổng Công ty Cảng Nước ngoài Trung Quốc, nói trong bài phỏng vấn với tờ The Washington Post rằng công ty của ông dự kiến chi 4,5 tỷ USD cho giao thông, năng lượng, khách sạn và những cơ sở hạ tầng khác cho khu công nghiệp và những dự án khác tại thành phố Gwadar.

### Thành phố Gwadar
Trung Quốc sẽ cho Pakistan 230 triệu USD để xây dựng một sân bay quốc tế mới ở Gwadar. Chính quyền tỉnh Balochistan đã quy hoạch hơn 4.000 mẫu Anh (1.600 ha) cho việc xây dựng Sân bay Quốc tế Gwadar, ước tính hoàn thành sau 30 tháng xây dựng, với chi phí được trả bởi những khoản trợ cấp của chính phủ Trung Quốc mà Pakistan không bắt buộc phải trả.
Ngoài ra, thành phố Gwadar sẽ xây thêm một nhà máy nhiệt điện bằng than với công suất 300 MW, một nhà máy lọc nước biển, và một bệnh viện hữu nghị giữa hai nước. Đường cao tốc East Bay dài 19 kilômét dự kiến sẽ nối liền Cảng Gwadar và Xa lộ Ven biển Makran. Những công trình này dự kiến sẽ tốn khoảng 800 triệu USD, và sẽ được chi trả bởi những khoản nợ lãi suất 0% của Ngân hàng Xuất Nhập khẩu Trung Quốc to Pakistan.
Ngoài những công trình cơ sở hạ tầng nói trên, tháng 9 năm 2015, chính phủ Pakistan thông báo dự định thành lập một trung tâm đào tạo, Học viện Kỹ thuật và Dạy nghề Pakistan-Trung Quốc tại Gwadar, với chi phí khoảng 943 triệu rupi, và được thiết kế để rèn luyện những kỹ năng cần thiết cho người dân địa phương để làm việc tại Cảng Gwadar.
Tính đến 2017, có tổng cộng 9 dự án tài trợ bởi Trung Quốc ở Gwadar.